# 버클리 DB
버클리 DB(Berkeley DB)는 키-값 데이터베이스를 위한 고성능 임베디드 데이터베이스를 제공하기 위해 고안된 소프트웨어 라이브러리이다. 버클리 DB는 C로 작성되었으며 C++, C 샤프, 자바, 펄, PHP, 파이썬, 루비, 스몰토크, Tcl 등 기타 수많은 프로그래밍 언어를 위한 API 바인딩을 제공한다. BDB는 무작위 키/데이터 쌍을 바이트 배열로 저장하며 단일 키에 대해 복수의 데이터 항목을 지원한다. 버클리 DB는 관계형 데이터베이스가 아니지만 데이터베이스 트랜잭션, 다중 버전 동시성 제어, 로그 선행 기입 등의 고급 데이터베이스 기능을 갖추고 있다.
BDB는 대부분의 유닉스 계열, 윈도우 시스템, 그리고 실시간 운영 체제를 포함한 다양한 운영 체제를 대상으로 수천개의 동시 컨트롤 스레드, 그리고 데이터베이스를 조작하는 동시 프로세스를 256 테라바이트 정도로 지원할 수 있다.
BDB는 슬리피캣 소프트웨어에 의해 1996년부터 2006년까지 상업적으로 지원되고 개발되었다. 이 기업은 2006년 2월 오라클에 인수되었으며 지금도 버클리 DB 제품들을 개발하고 판매하고 있다.